# Elezioni parlamentari in Serbia del 2016
Le elezioni parlamentari in Serbia del 2016 si sono tenute il 24 aprile insieme alle elezioni locali. Anche questa volta si sono tenute anticipatamente dopo la decisione del primo ministro Aleksandar Vučić di testare il programma di riforme avviate e chiedere altri quattro anni per accelerare il processo di integrazione europea del Paese. La lista guidata dal Partito Progressista Serbo di Vučić ha vinto le elezioni ottenendo nuovamente la maggioranza assoluta dei deputati.

## Risultati
| La Serbia sta vincendo (SNS - SDPS - PUPS - NS - SPO - PS - PSS - NSS - SNP) | 1 823 147 | 49,71 | 131 |  |  |  |
| Partito Socialista di Serbia - Serbia Unitaria - Verdi di Serbia             | 413 770   | 11,28 | 29  |  |  |  |
| Partito Radicale Serbo                                                       | 306 052   | 8,34  | 22  |  |  |  |
| Dosta je bilo                                                                | 227 626   | 6,21  | 16  |  |  |  |
| Per una Serbia Giusta (DS - NS - RS - DSHV - ZZS - ZZŠ)                      | 227 589   | 6,20  | 16  |  |  |  |
| Dveri - Partito Democratico di Serbia                                        | 190 530   | 5,19  | 13  |  |  |  |
| Unione per una Serbia Migliore (LDP - LSV - SDS)                             | 189 564   | 5,17  | 13  |  |  |  |
| VMSZ - VMDP                                                                  | 56 620    | 1,54  | 4   |  |  |  |
| Serbia per Tutti Noi (PS - PZP - NUPS - SDU)                                 | 35 710    | 0,97  | –   |  |  |  |
| Comunità Democratica Bosgnacca del Sangiaccato                               | 32 526    | 0,89  | 2   |  |  |  |
| Partito d'Azione Democratica del Sangiaccato                                 | 30 092    | 0,82  | 2   |  |  |  |
| Per una Serbia Libera - Protettori                                           | 27 690    | 0,75  | –   |  |  |  |
| Partito Verde                                                                | 23 890    | 0,65  | 1   |  |  |  |
| A Dispetto - Uniti per la Serbia - Alleanza Popolare (TS - NM)               | 17 528    | 0,48  | –   |  |  |  |
| Partito per l'Azione Democratica                                             | 16 262    | 0,44  | 1   |  |  |  |
| Partito Russo                                                                | 13 777    | 0,38  | –   |  |  |  |
| Gruppo Cittadino per la Rinascita Serba                                      | 13 260    | 0,36  | –   |  |  |  |
| Movimento Serbo-Russo                                                        | 10 016    | 0,27  | –   |  |  |  |
| Dialogo - Giovani con Sentimento                                             | 7 744     | 0,21  | –   |  |  |  |
| Partito Repubblicano                                                         | 4 522     | 0,12  | –   |  |  |  |
| Totale                                                                       | 3 667 915 | 100   | 250 |  |  |  |
|                                                                              |           |       |     |  |  |  |
| Voti non validi                                                              | 111 008   | 2,94  |     |  |  |  |
| Votanti                                                                      | 3 778 923 |       |     |  |  |  |

## Partiti e coalizioni
Le principali coalizioni e liste presentatesi alle elezioni sono state sette .
I progressisti (SNS) del premier Vučić hanno formato una larga coalizione denominata "Aleksandar Vučić - La Serbia sta vincendo" insieme a Partito Socialdemocratico di Serbia, Partito dei Pensionati Uniti di Serbia, Nuova Serbia, Movimento dei Socialisti, Movimento del Rinnovamento Serbo, Partito Popolare Serbo, Movimento della Forza di Serbia, Partito Popolare dei Contadini, DSS Indipendente e Coalizione dei Rifugiati.
Il Partito Socialista di Serbia (SPS) del vicepremier Ivica Dačić ha creato una lista con Serbia Unitaria, ricevendo l'appoggio dei Verdi di Serbia e del Partito Comunista.
Il Partito Democratico (DS) si è alleato col Partito Nuovo, Insieme per la Serbia, Alleanza Democratica dei Croati in Voivodina e con movimenti locali quali Insieme per la Šumadija e Movimento per la Krajina.
Il Partito Socialdemocratico (SDS) si è coalizzato con il Partito Liberal-Democratico e la Lega dei Socialdemocratici di Voivodina.
I clericali di Dveri hanno creato una coalizione di destra, il Blocco Patriottico con il Partito Democratico di Serbia.
Il Partito Radicale Serbo (SRS) si è invece presentato autonomamente alle elezioni.

## Sondaggi
| 23 aprile             | NewMediaMp.                                                       | 58,2 | 8,0  | 3,0  | 15,0 | 5,0 | 6,0  | 6,0 | – | 43,0 |
| 20 aprile             | Faktor Plus.                                                      | 50,9 | 12,3 | 5,5  | 7,9  | 5,2 | 5,1  | 4,6 | – | 38,6 |
| 20 aprile             | Ninamedia (archiviato dall'url originale il 23 aprile 2016).      | 47,2 | 13,3 | 5,1  | 9,3  | 6,3 | 5,6  | 4,9 | – | 33,9 |
| 20 aprile             | NSPM.                                                             | 44,8 | 12,7 | 7,5  | 9,8  | 6,3 | 6,9  | 4,2 | – | 32,1 |
| 19 aprile             | ProPozitiv (PDF) (archiviato dall'url originale l'8 aprile 2016). | 50,6 | 11,4 | 4,9  | 8,2  | 5,6 | 6,9  | 5,3 | – | 39,2 |
| аprile                | FPN.                                                              | 27,2 | 11,6 | 5,6  | 17,5 | 8,1 | 12,0 | 8,8 | – | 9,7  |
| 11 aprile             | Faktor Plus.                                                      | 50,9 | 12,3 | 5,7  | 7,8  | 5,1 | 5,0  | 4,5 | – | 38,3 |
| 31 marzo              | ProPozitiv.                                                       | 52,4 | 12,3 | 4,6  | 6,5  | 7,4 | 7,3  | 5,7 | – | 40,1 |
| 28–31 marzo           | CeSID.                                                            | 53,0 | 13,0 | 5,0  | 7,0  | 8,0 | 6,0  | 5,0 | – | 40   |
| 27 marzo              | Faktor Plus.                                                      | 52,6 | 11,9 | 6,1  | 6,1  | 5,5 | 5,0  | 3,3 | – | 40,7 |
| 3 marzo               | Faktor Plus.                                                      | 49,4 | 12,7 | 6,4  | 6,0  | 5,7 | 5,0  | 3   | – | 36,7 |
| 28 gennaio-7 febbraio | NSPM.                                                             | 44,9 | 11,8 | 10,8 | 7,0  | 6,8 | 8,5  | 3,4 | – | 33,1 |
| 3 febbraio            | Faktor Plus.                                                      | 49,5 | 12,0 | 6,8  | 6,0  | 5,6 | 5,2  | 2,3 | – | 37,5 |